# The Answer
The Answer ist eine britische Hard-Rock-Band aus Newcastle, County Down, Nordirland. Die Band gehört gemeinsam mit Silvertide, Roadstar, Doomfoxx, TAB the Band u. a. zu den Vertretern der sogenannten „Neuen Goldenen Generation“ der Rock-Musik.
Inspiriert von Rockbands wie z. Bsp. Led Zeppelin, Free, The Who, Tesla und The Black Crowes spielen The Answer Hard Rock mit Blueseinflüssen und schweren Riffs.

## Bandgeschichte
Gegründet wurde The Answer im Frühling 2000 von Paul Mahon und seinem Schulfreund Micky Waters. Den beiden wurde Cormac Neeson als Sänger empfohlen, der zu dieser Zeit in New York in Bar Bands und Pizzerien arbeitete. Sie schrieben ihn an und fragten, ob er in die Band eintreten wolle. Obwohl die Begeisterung und der Enthusiasmus bei allen Beteiligten groß war, wollte sich das Projekt zunächst nicht wirklich entwickeln, bis sich Neeson am College für einen Kurs über Ethnomusikwissenschaften einschrieb. Am ersten Unterrichtstag sagte Neeson, er könne Gitarre spielen. Er bekam darauf
ein brasilianisches Instrument namens Cavalcanto. Da er jedoch keine Ahnung hatte, was er damit anstellen sollte, drehte er sich um und fragte den Mann hinter ihm, ob er dieses Instrument gegen ein Tamburin tauschen könnte. Der Mann war Paul Mahon.
Mahon, Waters und Neeson trieben daraufhin erneut ihr Projekt voran. Ein paar Monate später wurde die Band durch Schlagzeuger James Heatley vervollständigt. 2002 veröffentlichte The Answer in Irland die erste EP Breakdown Honey. Ein Jahr später erschien dort die zweite EP End Your Day on A High. Einige der wichtigsten irischen Radio-Sender spielten die auf dieser Veröffentlichung enthaltenen Songs Tonight und Always in Heavy Rotation. The Answer ging daraufhin auf eine große Irland-Tour und spielte 52 Konzerte.
Im Jahr 2006 wurde die Band von The Darkness und Alter Bridge eingeladen, deren Winter-Tour zu begleiten. Nebenbei nahmen die Musiker drei Demo-EPs auf und schickten sie an alle möglichen Interessenten. Schließlich entschloss sich Dave Bedford, die Band zu managen. Das brachte sie zu einem Vertrag mit Albert Productions. Sie veröffentlichte die Keep-Believin-EP und die Single Never Too Late im Jahr 2005 und erhielt dadurch die Chance, als Vorband für Deep Purple und Whitesnake zu spielen. Noch im selben Jahr wurde sie vom Classic Rock Magazine als Best New Band 2005 (Beste neue Band 2005) gekürt.
Am 26. Juni 2006 wurde schließlich ihr erstes Album Rise veröffentlicht. Das Classic Rock Magazine nannte das Album bereits „The best british rock début of the decade“ (das beste britische Rockdebüt des Jahrzehnts). Das Kerrang-Magazin schrieb: „The Answer are superstars already; it’d be cruel not to make their dreams come true“ (The Answer sind schon jetzt Superstars; es wäre grausam, ihre Träume nicht wahr werden zu lassen).
The Answer wurde engagiert, auf dem Phil Lynott Memorial Benefit Konzert zu spielen, das zu Ehren des verstorbenen Sängers und Bassisten von Thin Lizzy stattfand. Die Mutter Phil Lynotts erwies sich dort als großer Fan der Band. Sie lud die vier Musiker ein und öffnete für sie erstmals seit dem Tode ihres Sohnes im Jahre 1986 den Koffer mit dessen legendärem schwarzen Bass und bat Micky Waters darauf zu spielen. Im Video zu Keep Believin ist der Bassist mit dem Instrument zu sehen.
Im Februar 2009 veröffentlichte The Answer das zweite Album Everyday Demons. Als erste Singles wurden daraus die Songs On and on und Tonight veröffentlicht. Im Juni 2011 kam eine DVD inklusive Bonus-CD unter dem Titel 412 Days of Rock N' Roll heraus, die neun Musik-Videos sowie einen Konzertmitschnitt von der gemeinsamen Tour mit AC/DC beinhaltet. Als Songs sind darauf eine Cover-Version des Rose-Tattoo-Klassikers Rock N' Roll Outlaw sowie Fooled Me vertreten. Im Herbst 2022 erschien die Single Blood Brother. Am 17. März 2023 wurde das zugehörige siebte Studioalbum Sundowners veröffentlicht.

## Sonstiges
Die Band sprang kurzfristig für Amy Winehouse als Vorgruppe der Rolling Stones bei deren Deutschlandauftritt in Düsseldorf während der Bigger-Bang-Tournee ein. The Answer spielte bei dem fünfzigminütigen Auftritt ausschließlich Werke aus dem Album Rise.
2009 trat die Band als Opener für die Black Ice World Tour von AC/DC auf.

## Diskografie

### Alben
| Jahr | Titel Musiklabel                   | Höchstplatzierung, Gesamtwochen, AuszeichnungChartplatzierungen (Jahr, Titel, Musiklabel, Platzierungen, Wochen, Auszeichnungen, Anmerkungen) | Höchstplatzierung, Gesamtwochen, AuszeichnungChartplatzierungen (Jahr, Titel, Musiklabel, Platzierungen, Wochen, Auszeichnungen, Anmerkungen) | Höchstplatzierung, Gesamtwochen, AuszeichnungChartplatzierungen (Jahr, Titel, Musiklabel, Platzierungen, Wochen, Auszeichnungen, Anmerkungen) | Anmerkungen                              |
| Jahr | Titel Musiklabel                   | DE | CH | UK | Anmerkungen                              |
| ---- | ---------------------------------- | --- | --- | --- | ---------------------------------------- |
| 2006 | Rise Albert Productions            | — | — | UK88 (1 Wo.)UK | Erstveröffentlichung: 26. Juni 2006      |
| 2009 | Everyday Demons Albert Productions | DE83 (1 Wo.)DE | — | UK25 (2 Wo.)UK | Erstveröffentlichung: 2. März 2009       |
| 2011 | Revival Spinefarm Records          | DE68 (1 Wo.)DE | — | UK39 (1 Wo.)UK | Erstveröffentlichung: 3. Oktober 2011    |
| 2013 | New Horizon Napalm Records         | DE65 (1 Wo.)DE | CH66 (1 Wo.)CH | UK45 (1 Wo.)UK | Erstveröffentlichung: 27. September 2013 |
| 2015 | Raise a Little Hell Napalm Records | DE48 (1 Wo.)DE | CH45 (1 Wo.)CH | UK44 (1 Wo.)UK | Erstveröffentlichung: 9. März 2015       |
| 2016 | Solas Napalm Records               | DE90 (1 Wo.)DE | CH72 (1 Wo.)CH | UK51 (1 Wo.)UK | Erstveröffentlichung: 14. Oktober 2016   |
| 2023 | Sundowners Napalm Records          | DE32 (1 Wo.)DE | CH45 (1 Wo.)CH | UK46 (1 Wo.)UK | Erstveröffentlichung: 17. März 2023      |

### EPs
| Jahr | Titel Album         | Höchstplatzierung, Gesamtwochen, AuszeichnungChartplatzierungen (Jahr, Titel, Album, Platzierungen, Wochen, Auszeichnungen, Anmerkungen) | Höchstplatzierung, Gesamtwochen, AuszeichnungChartplatzierungen (Jahr, Titel, Album, Platzierungen, Wochen, Auszeichnungen, Anmerkungen) | Höchstplatzierung, Gesamtwochen, AuszeichnungChartplatzierungen (Jahr, Titel, Album, Platzierungen, Wochen, Auszeichnungen, Anmerkungen) | Anmerkungen                             |
| Jahr | Titel Album         | DE | CH | UK | Anmerkungen                             |
| ---- | ------------------- | --- | --- | --- | --------------------------------------- |
| 2005 | Keep Believin’      | — | — | — | Erstveröffentlichung: 18. Juli 2005     |
| 2005 | Never Too Late Rise | — | — | UK95 (1 Wo.)UK | Erstveröffentlichung: 14. November 2005 |